# 王兆枏
王兆枏（？—？）福建侯官人，清朝数学教育家。

## 生平
清朝末年，癸卯学制（1904年）颁行后，小学笔算教科书开始以中国人自行编译为主，多数底本取自日本原著或者日译西著。商务印书馆于光绪三十一年（1905年）编写出版了《最新高等小学笔算教科书》，由福建侯官王兆枏编纂，浙江山阴杜亚泉校订。
宣统元年九月二十二日戊辰（1909年11月4日），王兆枏获清政府授予格致科游学毕业进士。